# Port Jersey

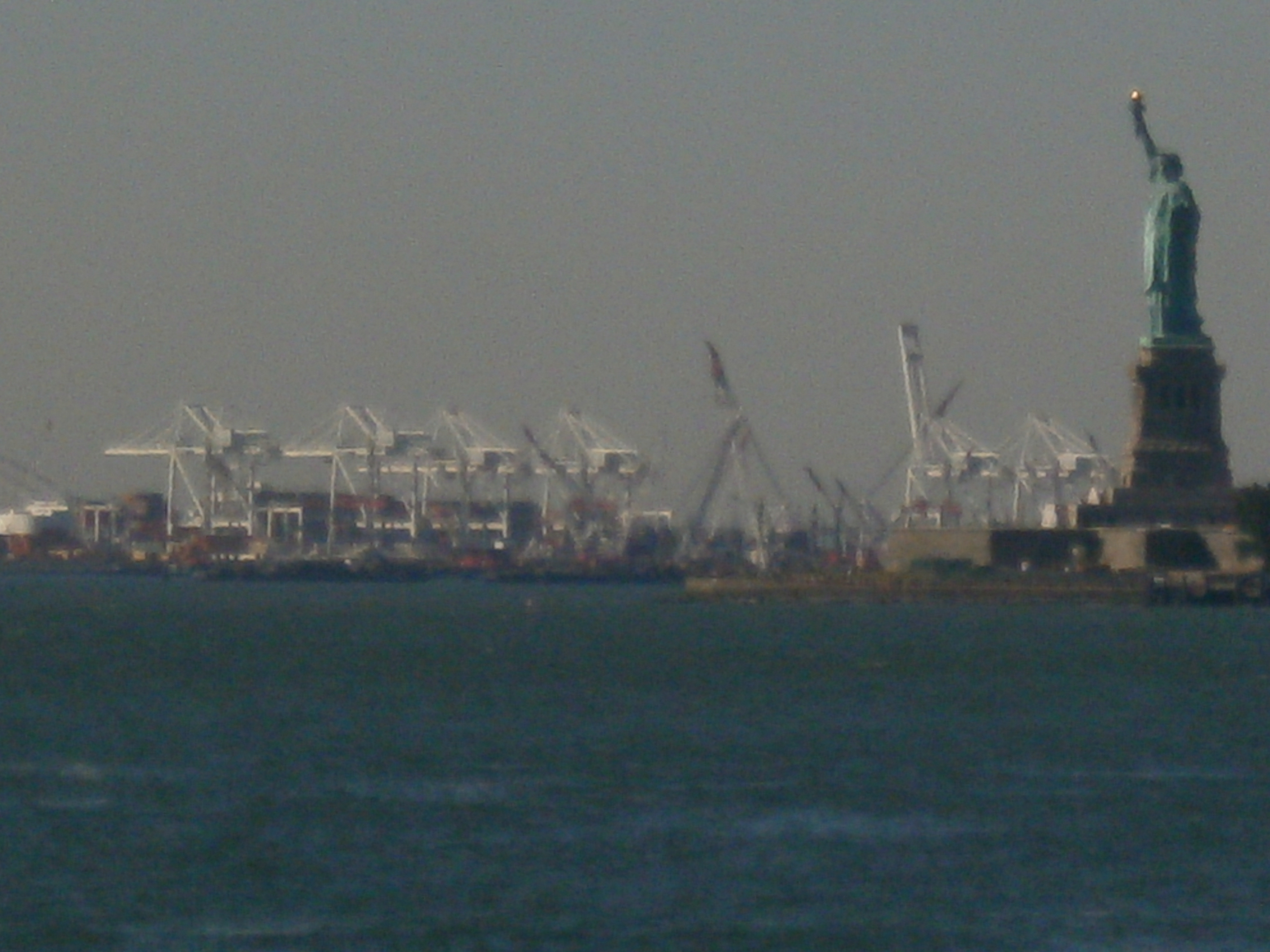
Port Jersey och Frihetsgudinnan

Port Jersey är en containerhamn belägen vid Upper New York Bay i Port of New York and New Jersey. Kommungränsen mellan Jersey City och Bayonne löper längs med piren.

### Fotnoter
1. ↑  . 2008. ISBN 0-88097-763-9